# Tin Hat
Tin Hat (aanvankelijk Tin Hat Trio) is een Amerikaanse licht elektrisch versterkte fusionband, die opereert vanuit San Francisco. Ze brengt een ondogmatische cross-over van jazz, country, blues, bluegrass en folk, met invloeden uit klezmer, klassieke muziek en rockmuziek. De adembenemende virtuositeit en het grenzeloze verlangen naar improvisatie maken het geluid van de band verbazingwekkend jazzachtig.

## Bezetting
Oprichters
- Rob Burger (accordeon)
- Mark Orton (gitaar)
- Carla Kihlstedt (viool)

Huidige bezetting
- Mark Orton (gitaar, dobro)
- Carla Kihlstedt (viool, zang)
- Ben Goldberg (klarinet)
- Rob Reich (piano, accordeon)

Voormalige leden
- Ara Anderson (keyboards, trompet, klokkenspel)

Gasten
- Tom Waits (zang)
- Mike Patton (zang)
- Trevor Dunn (basgitaar)
- Willie Nelson (zang)
- Zeena Parkins (harp)
- Billy Martin (drums)
- Jonathan Fishman (drums)
- Marika Hughes (cello)
- Matthias Bossi (percussie)
- Amanda Lawrence (altviool)
- Jill McClelland Coykendall (klarinet)
- Lori Presthus (cello)

## Geschiedenis
Accordeonist Rob Burger en gitarist Mark Orton voltooiden klassieke muziekstudies aan de Juilliard School. Burger werkte vervolgens in de jazzsfeer. Nadat ze de violiste Carla Kihlstedt in een zomerkamp hadden ontmoet, verhuisden ze naar San Francisco om vanaf daar als trio te werken. Burger verliet de band eind 2004 en toerde vervolgens als kwartet met Ben Goldberg en gast Zeena Parkins. In de zomer van 2005 groeide de band rond Ara Anderson, die eerder Tom Waits begeleidde. Intussen heeft Rob Reich zijn plaats ingenomen.
Het debuutalbum Memory Is an Elephant uit 1999 werd al geprezen door de critici: Zo'n originele hybride van jazz, folklore en kamermuziek was sinds het vroege Oregon niet meer te horen. De band trok ook gastsolisten voor de volgende albums als Tom Waits en Willie Nelson. The Sad Machinery of Spring ging over het leven van Bruno Schulz. Het album The Rain Is a Handsome Animal bevat een 17-delige songcyclus met teksten van E.E. Cummings, waaraan alle vier leden van de band composities hebben bijgedragen. De song Fear of the South werd in 2005 onderdeel van de filmmuziek van Everything is Illuminated. In 2013 bracht Mark Orton het trio in hun originele bezetting om de filmmuziek op te nemen voor de Oscar-genomineerde film Nebraska, ook het nummer Bill, dat oorspronkelijk voor het album The Rodeo Eroded was opgenomen, werd gebruikt.

## Discografie
- 1999: Memory Is an Elephant (Angel)
- 2000: Helium (Angel)
- 2002: The Rodeo Eroded (Ropeadope)
- 2005: Book of Silk (Ropeadope)
- 2007: La giusta distanza (The Right Distance) (OST, Radiofandango)
- 2007: The Sad Machinery of Spring (Hannibal)
- 2010: Foreign Legion (Live recording, BAG Productions)
- 2012: The Rain Is a Handsome Animal (New Amsterdam)

## Literatur
- Wolf Kampmann (Hrsg.), unter Mitarbeit von Ekkehard Jost: Reclams Jazzlexikon. Reclam, Stuttgart 2003, ISBN 3-15-010528-5.